# 彥坐王
彥坐王（日语：／ Hikoimasunomiko/Hikoimasunō，？—？）是日本古代記紀記載的皇族。在《日本書紀》中稱為彥坐王，《古事記》稱為日子坐王，其他文獻則表記為彥坐命和彥今簀命。
彥坐王是第9代開化天皇的第三皇子，亦是第12代景行天皇的曾祖父。留傳下來的記載不多，但是《古事記》有詳細記載其系譜。

## 系譜
按《日本書紀》開化天皇紀記載，彥坐王是第9代開化天皇與和珥臣遠祖姥津命之妹姥津媛命之子。另外按同書垂仁天皇紀記載，丹波道主命是其子（異說則指丹波道主命是彥湯產隅王之子）。
按《古事記》記載，彥坐王是開化天皇與丸邇臣（即和珥臣）之祖日子國意祁都命之妹意祁都比賣命之子。其子女則如下表所記載。
- 妃：山代之荏名津比賣（やましろのえなつひめ、苅幡戶辨）
  - 大俁王（おおまたのみこ） 
    - 孫：曙立王 - 伊勢之品遲部君祖、伊勢之佐那造之祖。
    - 孫：菟上王 - 比賣陀君之祖。

  - 小俁王（おまたのみこ） - 當麻勾君之祖。
  - 志夫美宿禰王（しぶみのすくねのみこ） - 佐佐君之祖。
- 妃：沙本之大闇見戶賣（日语：沙本之大闇見戸売） - 春日建國勝戶賣之女。
  - 沙本毘古王（日语：狭穂彦王）（狹穗彥王） - 日下部連祖、甲斐國造（日语：甲斐国造）之祖。
  - 袁邪本王（日语：袁邪本王） - 葛野之別祖、近淡海蚊野之別之祖。
  - 沙本毘賣命（さほびめのみこと、狹穗姬命或佐波遲比賣） - 垂仁天皇前皇后。
  - 室毘古王（むろびこのみこ） - 若狹之耳別之祖。
- 妃：息長水依比売（おきながのみずよりひめ） - 天之御影神之女。
  - 丹波比古多多須美知能宇斯王（たんばひこたたすみちのうしのみこ，丹波道主命）
    - 孫：比婆須比賣命（日葉酢媛命） - 垂仁天皇皇后、景行天皇之母。
    - 孫：真砥野比賣命（真砥野媛） - 垂仁天皇妃。
    - 孫：弟比賣命 - 垂仁天皇妃。
    - 孫：朝廷別王 - 三川之穗別之祖。

  - 水之穗真若王（みずのほまわかのみこ） - 近淡海之安直之祖。
  - 神大根王（かむのおおねのみこ、八瓜入日子王） - 三野國之本巢國造（日语：本巣国造）之祖、長幡部連之祖。
  - 水穗五百依比賣（みずほのいおよりひめ）
  - 御井津比賣（みいつひめ）
- 妃：袁祁都比賣命（おけつひめのみこと） - 彦坐王之母意祁都比賣命之妹。
  - 山代之大筒木真若王（日语：山代之大筒木真若王）
    - 孫：迦邇米雷王 - 後裔有息長帶比賣命（神功皇后）、息長日子（吉備品遲君祖、針間阿宗君祖）和大多牟坂王（多遲摩國造祖）等。

  - 比古意須王（ひこおすのみこ）
  - 伊理泥王（いりねのみこ）

## 紀録
《日本書紀》並沒有記載其事蹟，只是記載了其子丹波道主命作為四道將軍的其中一人被派遣前往丹波國。
《古事記》崇神天皇段則記載了，他奉天皇之前往旦波國（丹波國），討伐玖賀耳之御笠（くがみみのみかさ）。

## 墓葬
彥坐王的墓位於岐阜縣岐阜市岩田西，由宮內廳管轄，稱為日子坐命墓。其墓緊接於伊波乃西神社，神社有其相關的傳說。

## 後裔

### 氏族
按《古事記》記載，彥坐王的後裔有伊勢之品遲部君、伊勢之佐那造、比賣陀君、當麻勾君、佐佐君、日下部連、葛野之別、近淡海蚊野之別、若狹之耳別、三川之穗別、近淡海之安直、長幡部連、吉備品遲君和針間阿宗君等氏族。
按《新撰姓氏錄》，彥坐王的後裔如下：
- 左京皇別 治田連 - 四世孫的彥命征北夷有功，獲賜近江國淺井郡為領地，子孫賜姓為治田連。
- 左京皇別 輕我孫 - 治田連同氏。四世孫白髮王獲賜姓阿比古，後改稱輕我孫姓。
- 左京皇別 鴨縣主 - 治田連同祖。
- 右京皇別 大私部
- 山城國皇別 日下部宿禰
- 山城國皇別 輕我孫公 - 治田連同祖。彥今簀命的後裔。
- 山城國皇別 堅井公
- 山城國皇別 別公
- 大和國皇別 川俁公 - 日下部宿禰同祖。
- 攝津國皇別 日下部宿禰
- 攝津國皇別 依羅宿禰 - 日下部宿禰同祖。
- 攝津國皇別 鴨君
- 河內國皇別 日下部連 - 狹穗彥命的後裔。
- 河內國皇別 川俁公 - 日下部連同祖。
- 河內國皇別 豐階公 - 川俁公同祖。彥坐命之子澤道彦命的後裔。
- 和泉國皇別 日下部首 - 日下部宿禰同祖。
- 和泉國皇別 日下部 - 日下部首同祖。

### 國造
按《古事記》記載，彥坐王的後裔中有三人是國造，分別是甲斐國造（甲斐國）、本巢國造（美濃國本巢郡）、多遲摩國造（但遲麻國造）。
此外，按《先代舊事本紀》國造本紀記載，彥坐王的後裔如下。
- 淡海國造（日语：淡海国造） - 志賀高穴穗（成務天皇）在位時，任命為彥坐王三世孫大陀牟夜別為國造，範圍為近江國附近[6]。
- 三野前國造（日语：三野前国造） - 春日率川（開化天皇）在位時，任命彥坐王之子八瓜命為國造，範圍為美濃國西部附近[7]。
- 但遲麻國造 - 志賀高穴穗（成務天皇）在位時，任命竹野君同祖的彥坐王五世孫船穗足尼為國造，範圍為但馬國朝來郡和養父郡附近[8]。
- 稻葉國造 - 志賀高穴穗（成務天皇）在位時，任命為彥坐王之子彥多都彥命為國造，範圍為因幡國法美郡、高草郡和八上郡附近[9]。

## 考証
從《古事記》所見，彥坐王與春日、沙本、山代、淡海和旦波等豪族均有血緣關係。因此，有些說法認為其系譜流傳於和珥氏和息長氏為中心的畿內的北部豪族，並且指出畿內北部可能曾經存在廣域的聯合政權。
垂仁天皇在位期間，由於有狹穗彥王（沙本毘古王）曾經叛亂的傳說，相對於「崇神 - 垂仁」，也可能存在「彥坐王 - 狹穗彥」的皇統。